# Festival du cinéma grec 1974
Le Festival du cinéma grec de 1974 fut la 15e édition du Festival international du film de Thessalonique. Elle se tint du 23 au 29 septembre 1974.
Ce festival a été surnommé le « festival de la rébellion ». Sa pertinence (liée à son contrôle étroit par l'État alors que la dictature des colonels venait juste de tomber) fut même remise en cause par tous les participants : jury, public, réalisateurs, etc..

## Jury
- Président : Paulos Zannas (el)
- Membres :
  - Theo Angelopoulos
  - Tonia Marketaki
  - Dinos Katsouridis
  - Níkos Koúndouros
  - Vassilis Vassilikos

## Palmarès
- Kierion (Dimos Theos) : meilleur film artistique, meilleur premier film et distinction d'honneur
- La Meurtrière (Costas Ferris) : meilleur réalisateur et meilleure actrice
- Sous un Prétexte dérisoire (Tassos Psaras) : meilleur acteur
- Modelo (Kostas Sfikas) : meilleur film artistique
- Mégara (documentaire) : meilleure production et prix du public
- Gazoros, Serres (documentaire) : meilleure production
- Le Procès des juges (Panos Glykofrydis (el)) : distinction d'honneur
- Les Couleurs de l'iris : meilleure photographie